# 恩尼斯 (北卡羅萊納州)
恩尼斯（英語：Ennice）是位於美國北卡羅萊納州亞利加尼縣的非建制地區。

## 歷史
恩尼斯的郵局自1888年營運至今。

## 地理
恩尼斯所處的海拔為高於海平面775米（即2543英呎），而該地所採用的時區為UTC-5，即北美东部时区（EST）。同時該地設有夏令時間，為UTC-5調快一小時，即UTC-4（EDT）。